# Lex Ogulnia
Lex Ogulina, česky Ogulniův zákon, byl antický římský zákon, přijatý roku 300 př. n. l. za konzulů Marka Valeria Corva a Quinta Appuleia Pansy, jehož rogatorem (navrhovatelem) byl tribun lidu Qunitus Ogulnius Gallus. Tímto zákonem byli plebejové uvedeni do vysokých kněžských úřadů – do sboru pontifiků a augurů. Ve sboru pontifiků napříště usedali čtyři pontifikové plebejští vedle pěti patriciů, k dosavadním čtyřem augurům bylo přibráno dalších pět plebejských. Tím byl tedy zároveň navýšen počet kněží v těchto sborech. Titus Livius jako prvé zvolené plebejské pontifiky uvádí Publia Decia Mura, Publia Sempronia Sopha, Gaia Marcia Rutila a Marka Livia Dentera, jako prvé plebejské augury Gaia Genucia, Publia Aelia Paeta, Marka Minucia Faesa, Gaia Marcia a Tita Publicia.
Prvním plebejským pontifikem maximem se stal roku 254 př. n. l. Tiberius Coruncanius.
Tento zákon představuje, společně se zákonem Canuleiovým, zákonem Liciniovým a Sextiovým, zákonem Hortensiovým a dalšími, jeden z milníků zákondárství zrovnoprávňujícího plebeje s patricii.